# Micaela Orsi
Micaela Orsi   (Colonia del Sacramento, 9 de setembre de 1993) és una model uruguaiana i reina de bellesa que va ser coronada Miss Uruguai 2013 i va renunciar a representar el seu país en els concursos de Miss Univers 2013 per discrepàncies amb els organitzadors.

## Miss Univers 2013
Com guanyadora de Miss Uruguai 2013, Micaela era candidata per representar a l'Uruguai en Miss Univers 2013. A l'octubre 2014, a un mes del concurs, renúncia a participar de Miss Univers 2013.
Miquela va participar en les grans passarel·les de l'Uruguai, com en la setmana de la moda a Punta del Este celebrat a l'hotal Enjoy Punta del Este Resort y Casino.